# خرس قطبی
خرس قطبی (نام علمی: Ursus maritimus) گونه‌ای از خرس است که بومی محدودهٔ مدار شمالگان، اقیانوس منجمد شمالی و دریاها و خشکی‌های پیرامون آن است. خرس قطبی یکی از بزرگ‌ترین گونه‌های خرس است و تقریباً از لحاظ بزرگی با خرس کودیاک برابری می‌کند. یک نر بالغ وزنی میان ۵۵۰ تا ۸۰۰ کیلوگرم دارد درحالی که خرس‌های ماده تقریباً نصف یک خرس نر وزن دارند. با اینکه خرس قطبی گونهٔ خواهر برای خرس قهوه‌ای به‌شمار می‌رود اما چنان فرگشت یافته که کنام کوچک‌تری را پوشش دهد و برخلاف خرس قهوه‌ای همه‌چیزخوار این جانور تقریباً گوشت‌خوار است. بسیاری از ویژگی‌های فیزیکی خرس قطبی چنان بهینه شده که بتواند در دمای پایین دوام آورد و در برف، یخ و آب جابجا شود و فک‌ها را که بخش مهمی از فهرست خوراکی‌های آن است شکار کند. با اینکه بیشتر خرس‌های قطبی در خشکی به دنیا می‌آیند اما آن‌ها بیشتر عمرشان را در یخ‌های دریا به سر می‌برند. نام علمی آن‌ها یعنی خرس دریایی هم از همین واقعیت گرفته شده است. خرس‌های قطبی به دلیل وابستگی شان به دریا در گروه پستانداران دریایی جای می‌گیرند. این خرس شکارچی رأس هرم غذایی قطب شمال است.
متاسفانه به دلیل گرم شدن زمین و تخریب زیستگاه خرس‌های قطبی، این جانور زیر عنوان گونه آسیب‌پذیر قرار می‌گیرد. البته با سهمیه بندی و محدود کردن شکار خرس‌های قطبی تلاش شده که از نابودی این جانور پیشگیری شود. به صورت تاریخی به خرس قطبی، خرس سفید هم می‌گویند.

## نامگذاری
در سال ۱۷۷۴ کنستانتین فیپس برای نخستین بار خرس قطبی را به عنوان یک گونهٔ مجزا توصیف کرد. او نام علمی Ursus maritimus که در زبان لاتین به معنی خرس دریایی است را پیشنهاد کرد. در زبان روسی به این جانور خرس سفید (бе́лый медве́дь)، در نروژ به آن خرس یخی (Isbjørn) و در کبک به آن خرس قطبی (ours polaire) و خرس سفید (ours blanc) می‌گویند.

## فرگشت
خانوادهٔ اورسیدا (Ursidae) نزدیک به ۳۸ میلیون سال پیش از گوشت‌خوارسانان جدا شد. ریشهٔ زیرخانوادهٔ اورسینا (Ursinae) یا خرسیان به تقریباً ۴٫۲ میلیون سال پیش بازمی‌گردد. قدیمی‌ترین سنگوارهٔ به‌دست آمده از خرس قطبی یک استخوان فک مربوط به ۱۱۰ تا ۱۳۰ هزار سال پیش است که در سال ۲۰۰۴ در پرینس کارلز فورلند پیدا شد. این سنگواره نشان می‌دهد که در ۱۰ هزار تا ۲۰ هزار سال پیش دندان‌های آسیای بزرگ خرس‌های قطبی نسبت به دندان‌های خرس‌های قهوه‌ای دچار دگرگونی چشمگیری می‌شود. این احتمال وجود دارد که خرس‌های قطبی شاخه‌ای از جمعیت خرس‌های قهوه‌ای باشند که در طول یک دورهٔ یخبندان در پلیستوسن از دیگر خرس‌ها جدا شده‌اند یا اینکه این خرس‌ها در بخش شرقی سیبری (مانند شبه‌جزیره کامچاتکا) ساکن شده‌اند.
نشانه‌های به دست آمده از تحلیل دی‌ان‌ای بسیار پیچیده‌تر است. دی‌ان‌ای میتوکندریایی خرس قطبی نزدیک به ۱۵۰ هزار سال پیش از خرس قهوه‌ای فاصله گرفته درحالی که کلادهایی از خانوادهٔ خرس قهوه‌ای وجود دارد که دی‌ان‌ای میتوکندریایی آن‌ها به خرس قطبی نزدیک تر است تا به دیگر خرس‌های قهوه ای. به این معنی که بر اساس مفهوم گونه‌ها، شاید خرس قطبی را نتوان به عنوان یک گونهٔ جدا در نظر گرفت. برای مثال دی‌ان‌ای میتوکندریایی خرس قهوه‌ای ایرلندی که منقرض شده است به صورت ویژه‌ای به خرس‌های قطبی نزدیک است. مقایسهٔ میان دی‌ان‌ای هسته‌ای خرس قطبی و قهوه‌ای نشان می‌دهد که الگوی آن‌ها متفاوت است و از نظر ژنتیکی می‌توان گفت دو کلاد متفاوت را تشکیل می‌دهند که نزدیک به ۶۰۳ هزار سال پیش از هم فاصله گرفته‌اند. پژوهش‌های امروزی، دیگر به صورت جدا جدا DNA را بررسی نمی‌کند (مانند میتوکندری یا هسته) بلکه به مقایسهٔ یک ژن کامل می‌پردازد و بر اساس این نوع روش تحقیق خرس‌های قطبی و قهوه‌ای در ۴۰۰ هزار سال پیش از هم جدا شده‌اند.
البته میان این دو گونه جفت‌گیری‌هایی صورت گرفته که نشان می‌دهد آن‌ها احتمالاً در فصل‌های گرم هنگامی که خرس‌های قهوه‌ای به سوی شمال و خرس‌های قطبی به سوی خشکی‌ها رانده می‌شدند با هم تماس داشته‌اند. بیشتر خرس‌های قهوه‌ای حدود ۲ درصد مواد ژنتیکی مشترک با خرس‌های قطبی دارند اما جمعیتی از خرس‌ها به نام خرس‌های جزایر ای‌بی‌سی وجود دارد که وجه اشتراکش بین ۵ تا ۱۰ درصد است که این نشان می‌دهد جفتگیری میان آن‌ها با خرس‌های قطبی در دورهٔ نزدیک تری به زمان حال رخ داده است. در صورت جفتگیری میان خرس قطبی و خرس قهوه ای، خرس دورگه قطبی-گریزلی به دست می‌آید. سابقهٔ جدایی نسل این دو خرس از هم خیلی قدیمی نیست همچنین شواهد تازه نشان می‌دهد که میان این دو نژاد بیش از همه جفت‌گیری صورت گرفته است از این رو این دو گونهٔ خرس بسیار همانند هم باقی مانده‌اند. با وجود همهٔ شباهت‌هایی که میان این دو خرس وجود دارد همچنان باید در دو گونهٔ مختلف رده‌بندی شوند چون، هیچ‌کدام این دو گونه نمی‌توانند برای مدت طولانی در زیست‌بوم دیگری زندگی کند، دوم آنکه آن‌ها از دیدگاه ریخت‌شناسی و دگرگشت و همچنین رفتارهای اجتماعی، عادت‌های غذایی و دیگر مشخصه‌های فنوتیپی با هم متفاوت‌اند.
هنگامی که نخستین بار نام خرس قطبی در مدارک علمی ثبت شد، دو زیرگونه هم برای آن شناسایی شد که نخستین زیرگونه در سال ۱۷۷۴ توسط کنستانتین جی فیلیپ و دومی توسط پیتر سایمون پالاس در ۱۷۷۶ معرفی شد. این دو گونهٔ معرفی شده امروزه نامعتبر دانسته می‌شوند. چند سال پیش سنگواره‌ای از خرس قطبی به دست آمد که بسیار بزرگتر خرس‌های زندهٔ امروزی بود اما پژوهش‌ها نشان می‌دهد که احتمالاً این سنگواره مربوط به یک خرس قهوه‌ای بوده و نه قطبی.

## توزیع جمعیت

پراکندگی خرس‌های قطبی

خرس قطبی در مدار قطبی و خشکی‌های پیرامونش تا جزیرهٔ نیوفاندلند دیده می‌شود. به دلیل اینکه انسان‌ها در زیستگاه این جانور چندان آمد و شد ندارند، نسبت به دیگر گوشت‌خواران محدودهٔ زیستگاه آن چندان دستخوش تغییر نشده است. با اینکه خرس‌های قطبی در ناحیهٔ بالاتر از ۸۸ درجه کمتر دیده می‌شوند اما شواهدی وجود دارد که نشان می‌دهد این جانور در کل محدودهٔ شمالگان حتی تا خلیج جیمز در کانادا توزیع یافته‌اند. جنوبی‌ترین بخشی که خرس‌های قطبی پا گذاشته‌اند میان اقلیم زیرشمالگانی و اقلیم قاره‌ای مرطوب است. گزارش‌های غیرمعتبری از حضور خرس‌های قطبی در مناطق جنوبی تر، تا بارلِوُگ در نروژ و جزایر کوریل در دریای اختسک داده شده در این گزارش‌ها فردی دیده که خرس‌های قطبی بر روی تکه‌های یخ شناور بوده‌اند و تا این مناطق آمده‌اند، اما این گزارش‌ها تأیید شده نیست. برآورد شمار دقیق خرس‌های قطبی جهان به دلیل زیست‌بوم ویژهٔ آن‌ها کار دشواری است اما زیست شناسان برآورد کرده‌اند که بین ۲۰ تا ۲۵ هزار یا ۲۲ تا ۳۱ هزار خرس قطبی در سراسر جهان پراکنده است.
در پنج کشور دانمارک (گرینلند)، نروژ (سوالبار)، روسیه، آمریکا (آلاسکا) و کانادا خرس‌های قطبی زندگی می‌کنند، این پنج کشور قراردادهای بین‌المللی برای حفاظت از این جانور امضا کرده‌اند؛ این توافق در زمینهٔ پژوهش بر روی این جانور هم کارساز است.
روش‌های امروزی در شمارش و حفظ رد خرس‌های قطبی از اواسط دههٔ ۱۹۸۰ بکار گرفته شد اما انجام این روش‌ها برای محدوده‌های گسترده کمی گران است. دقیق‌ترین روش در شمارش خرس‌های قطبی پرواز با بالگرد بر فراز قطب و بیهوش کردن خرس‌های قطبی با شلیک از راه دور و زدن برچسب بر روی تک تک آن‌ها است. در نوناووت برخی اینوئیتها گزارش داده‌اند که شمار خرس‌های قطبی که پیرامون انسان‌ها دیده‌اند در سال اخیر بیشتر شده است، این مطلب این احتمال را به وجود آورده است که جمعیت خرس‌ها رو به افزایش است. دانشمندان می‌گویند که جمع شدن خرس‌ها پیرامون مناطق انسانی نشانهٔ این است که جمعیت آن‌ها از اول بیش از آنچه که شمارش شده، است.
۱۹ جامعه آماری برای خرس‌های قطبی شناسایی شده است که از آن میان سه مورد رو به کاهش، ۶ مورد در وضعیت پایدار و یک مورد رو به افزایش است. اما در مورد ۹ مورد دیگر اطلاعات کافی در دسترس نیست (تا سال ۲۰۱۴).

## عادت‌ها

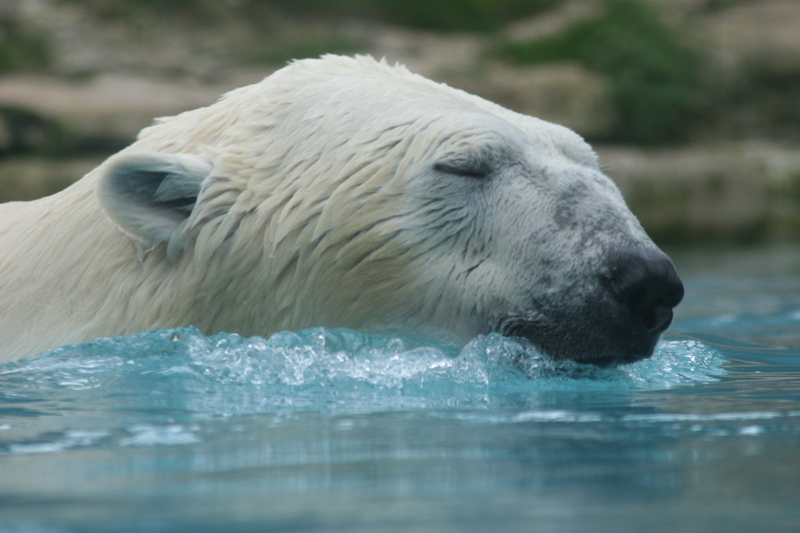
خرس قطبی در حال شنا

خرس قطبی یک پستاندار دریایی به‌شمار می‌رود چون بیشتر ماه‌های سال را در آب به سر می‌برد. اما تنها پستاندار دریایی زنده است که دست و پاهای بسیار قوی دارد و می‌تواند مسافت‌های طولانی را راه برود یا بدود. خرس‌های قطبی بیشتر دوست دارند در یخ دریا که سطح آب‌های فلات‌قاره را پوشانده و مجمع‌الجزایر شمالگان زندگی کنند. به این مناطق «حلقه‌های زندگی شمالگان» گفته می‌شود؛ چون از نظر زیستی نسبت به آب‌های عمیق شمالگان پربارترند. خرس‌ها هر چند وقت یک بار به جاهایی که یخ دریا به آب منتهی می‌شود می‌روند چون می‌توانند در آنجا به شکار فُک‌ها که غذای اصلی شان است بپردازند. در محیط زندگی آن‌ها دسترسی به آب شیرین بسیار محدود است چون بخش زیادی از آن به شکل برف است. خرس‌های قطبی می‌توانند طی یک فرایند زیستی از چربی سطح بدن فُک‌ها، آب تولید کنند از این رو خرس‌های قطبی بیشتر در مناطقی دیده می‌شوند که فک‌ها در آن بیشترند. سالانه با تغییرات فصلی میزان یخ‌های منطقه تغییر می‌کند و این امر باعث کوچ فک‌ها می‌شود و در نتیجه خرس‌های قطبی هم به دنبال آن‌ها کوچ می‌کنند. در مناطقی مانند خلیج هادسون و خلیج جیمز، یخ‌ها به‌طور کامل آب می‌شود از این رو خرس‌ها مجبورند به خشکی روند و چند ماه صبر کنند تا دوباره آب دریا یخ بزند.

## ویژگی‌های فیزیکی

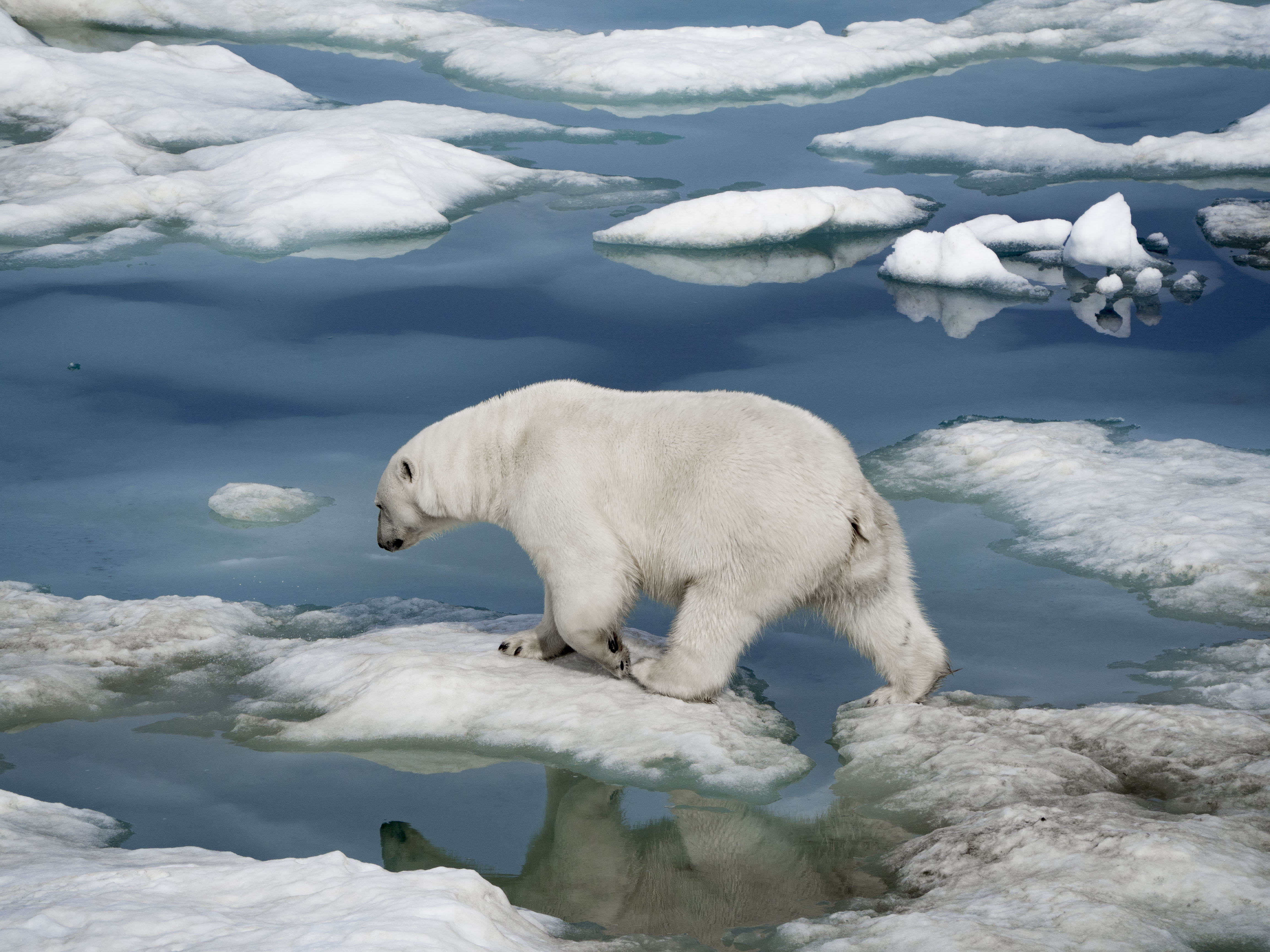
یک خرس قطبی در نزدیکی جزیره ورانگل.

تنها خرسی که از دیدگاه بزرگی با خرس قطبی برابری می‌کند، خرس کودیاک است که یک زیرگونه از خرس قهوه‌ای است. سنگینی خرس‌های قطبی نر بالغ بین ۳۵۰ تا ۷۰۰ کیلوگرم است آن‌ها بین ۲٫۴ تا ۳ متر طول دارند. رکوردهای جهانی گینس متوسط وزن خرس‌های نر بالغ را بین ۳۸۵ تا ۴۱۰ کیلوگرم و فاصلهٔ شانه‌های آن‌ها تا زمین را ۱۳۳ سانتیمتر اعلام کرده است که اندکی از متوسط خرس‌های کودیاک کوچکتر است. البته گفته شده که متوسط خرس‌های نر دریای بوفورت ۴۵۰ کیلوگرم سنگینی دارند. سنگینی خرس‌های ماده نزدیک به نصف سنگینی خرس‌های نر است آن‌ها بین ۱۵۰ تا ۲۵۰ کیلوگرم سنگینی دارند و طول آن‌ها در مجموع ۱٫۸ تا ۲٫۴ متر است. در مواردی هم سنگینی متوسط خرس‌های ماده برابر با ۲۶۰ کیلوگرم اعلام شده است. البته سنگینی ماده‌ها در دوران بارداری تا ۵۰۰ کیلوگرم می‌رسد. خرس‌های قطبی در میان پستانداران به بالا بودن میزان دودیسی جنسی شهره اند، تنها پستانداران قابل مقایسه با آن‌ها از این نظر، خانوادهٔ فک بندری مانند فک‌های فیلی است. داده‌های ثبت شده از بزرگ‌ترین خرس قطبی در جهان، مربوط به یک خرس نر است که در سال ۱۹۶۰ در شمال غرب آلاسکا شکار شد، این خرس ۱۰۰۲ کیلوگرم سنگینی داشت. طول این خرس در حالت ایستاده ۳٫۳۹ متر بود. ارتفاع شانه‌های یک خرس قطبی بالغ بین ۱۲۲ تا ۱۶۰ سانتیمتر است. همهٔ انواع خرس، دم کوتاهی دارند با این حال دم خرس قطبی از همه کوتاه‌تر است و بین ۷ تا ۱۳ طول دارد.
خرس‌های قطبی در مقایسه با نزدیک‌ترین خویشاوندشان، خرس قهوه ای، اندامی کشیده تر و جمجمه و بینی درازتری دارند. برپایهٔ قانون آلن، یک جانور شمالی باید پاهای کوتاه‌تر و گوش‌ها و دمی کوچکتر داشته باشند. البته پاها پهن ترند تا هنگام راه رفتن بر روی برف و یخ وزن را توزیع کنند و در هنگام شنا، نیروی محرکهٔ بیشتری ایجاد کنند. پای یک خرس بزرگسال ۳۰ سانتیمتر پهنا دارد. کف پاها با برجستگی‌های نرم کوچکی پوشیده شده است تا در هنگام حرکت بر روی یخ، اصطکاک ایجاد کند. پنجه‌های خرس قطبی نسبت به قهوه ای، کوتاه‌تر و خشن تر است احتمالاً به این دلیل که بتواند شکارهای بزرگ را روی یخ حمل کند. پنجه‌های خرس قطبی به صورتی خم می‌شوند که بتواند به راحتی یخ را بشکافد و گودال بِکَنَد. در پژوهش‌هایی که صورت گرفته دیده شده که دست راست خرس‌های قطبی بیشتر زخمی شده و آسیب دیده تا دست چپ، که این می‌تواند دلیلی باشد بر راست دست بودن خرس‌های قطبی. برخلاف خرس‌های قهوه ای، خرس‌های قطبی در مراکز نگهداری چاق نمی‌شوند و افزایش وزن پیدا نمی‌کنند، احتمالاً این به این دلیل است که مرکزهای نگهداری معمولاً نسبت به محیط طبیعی زندگی آن‌ها گرم تر است.
۴۲ دندان خرس قطبی همه نشان دهندهٔ خوراک به شدت گوشتی این جانور است. دندان‌های آسیای بزرگ و کوچک خرس‌های قطبی نسبت به خرس قهوه‌ای کوچک‌تر است و حالت اره‌ای شدیدتری دارد (دندانه دندانه تر است). اما دندان‌های نیش بزرگتر و تیزتر است. فرمول دندان‌های این جانور
3.1.4.23.1.4.3 است.
بدن خرس‌های قطبی نسبت به گرما به شدت بی دررو است به عبارت دیگر گرمای بدن شان را کاملاً درون خود حبس می‌کنند از این رو در تصویربرداری فروسرخ تقریباً ناپیدا هستند، بافت چربی ۱۰ سانتیمتری که بر روی بدن آن‌ها قرار دارد عامل این پدیده است تا حدی که در دمای ۱۰ درجهٔ سانتیگراد آن‌ها به شدت احساس گرمازدگی می‌کنند. موهای بدن خرس قطبی شامل دو لایه است، لایهٔ درونی که پُرپُشت است و لایهٔ بیرونی که بلندتر است و برای ایجاد ترس در طرف مقابل می‌تواند آن‌ها را سیخ کند. لایهٔ بیرونی می‌تواند به رنگ‌های سفید تا قهوه‌ای روشن دیده شود اما این خزها در حقیقت بی‌رنگ‌اند. دو ژن LYST و AIM1 مخصوص ایجاد رنگ در بدن اند که در خرس قطبی جهش یافته‌اند و احتمالاً منجر به بی‌رنگ شدن خزهای آن می‌شوند. موهای لایهٔ بیرونی در بیشتر بخش‌های بدن بین ۵ تا ۱۵ سانتیمتر طول دارند. از ماه مه تا اوت موهای بدن خرس قطبی می‌ریزد. اما برخلاف دیگر پستانداران قطبی آن‌ها موهای بدن خود را از دست نمی‌دهند تا در تابستان موهای تیره‌تر درآورند و استتار کنند. موهای سفید بدن آن‌ها با افزایش سن شان به رنگ زرد متمایل می‌شود. اگر خرس‌های قطبی در قفس نگهداری شوند گرما و رطوبت باعث می‌شود در میان موهای بلند لایهٔ بیرونی جلبک درآید و رنگ آن‌ها به سبز متمایل شود. موهای پاهای جلویی خرس‌های نر بسیار بلندتر است و تا ۱۴ سالگی طول آن‌ها افزایش می‌یابد. احتمالاً این بلندتر بودن طول موها برای جلب توجه ماده‌ها است در میان شیرهای نر هم، این موها همین کارکرد را دارند.
حس بویایی خرس‌های قطبی بسیار قوی است آن‌ها می‌توانند بوی یک فک را که در زیر یک متر برف دفن شده از فاصلهٔ ۱٫۶ کیلومتری حس کنند. حس شنوایی آن‌ها به اندازهٔ شنوایی انسان قوی است و بینایی اش هم برای مسافت‌های دور خوب است.
خرس‌های قطبی شناگران ماهری اند آن‌ها می‌توانند برای چندین روز شنا کنند. دیده شده که یک بار یک خرس ماده به مدت ۹ روز ۶۸۷ کیلومتر را در آب‌های سرد دریای برینگ شنا کرده تا به خشکی برسد و پس از آن مسافت ۱۸۰۰ کیلومتر را هم راه رفته است. در جریان این کار او ۲۲ درصد از چربی بدن خود را از دست می‌دهد و بچهٔ یک ساله اش می‌میرد. چربی بدن خرس به او توان شناور ماندن در آب می‌دهد روش شنای خرس‌های قطبی، شنای سگی است آن‌ها با دست‌های شان خود را به جلو می‌رانند. سرعت شنای آن‌ها ۱۰ کیلومتر بر ساعت است اما سرعت راه رفتن آن‌ها به‌طور متوسط ۵٫۶ کیلومتر بر ساعت است. در هنگام دویدن سرعت آن‌ها تا ۴۰ کیلومتر بر ساعت نیز می‌رسد.

## زندگی و رفتار

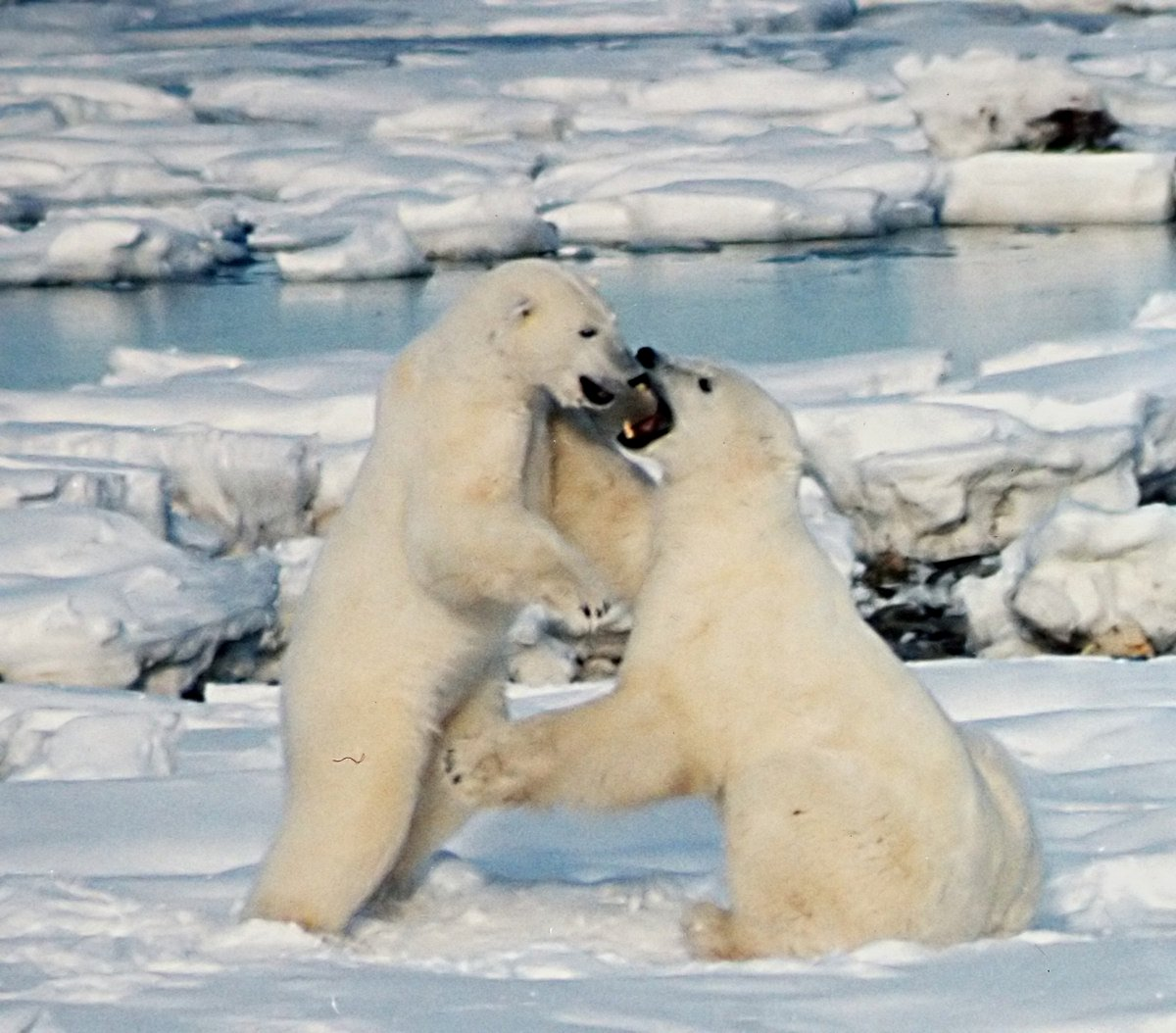
دو خرس قطبی در حال بازی و کشتی با یکدیگر، درگیری‌های واقعی در فصل جفت‌گیری بسیار جدی تر است و منجر به زخمی شدن یا شکسته شدن دندان‌های آن‌ها می‌شود.

برخلاف خرس‌های قهوه ای، خرس‌های قطبی اهل درست کردن قلمرو نیستند. با اینکه آن‌ها به شدت وحشی و خشن هستند اما در هنگام روبرویی با یک مزاحم معمولاً ترجیح می‌دهند احتیاط کنند و به جای درگیری، فرار می‌کنند. خرس قطبی اگر سیر باشد معمولاً به انسان حمله نمی‌کند مگر آنکه از سوی انسان به شدت تحریک شود. البته از آنجایی که خرس‌های قطبی عادت ندارند با انسان‌ها اندرکنش داشته باشند، اگر گرسنه باشند می‌توانند به شدت غیرقابل پیش‌بینی و نسبت به انسان‌ها نترس باشند. دیده شده که خرس قطبی به انسان حمله کرده و حتی انسان را خورده است. بیشتر حمله‌هایی که از سوی خرس‌های قهوه‌ای صورت گرفته به دلیل غافلگیری حیوان بوده اما این مسئله در مورد خرس‌های قطبی مطرح نیست. خرس‌های قطبی شکارچیان بسیار ماهری هستند و قربانیان آن‌ها تا پیش از حمله از حضور آن‌ها آگاه نمی‌شوند. اما خرس‌های قهوه‌ای معمولاً فرد را زخمی می‌کنند و بعد محل را ترک می‌کنند اما حمله‌های خرس‌های قطبی معمولاً برای شکار قربانی صورت می‌گیرد و تقریباً همیشه منجر به مرگ قربانی می‌شود. البته به دلیل حضور اندک انسان‌ها در منطقهٔ شمالگان چنین حمله‌هایی خیلی کم دیده می‌شود. میچیو هوشینو که یک عکاس حیات وحش ژاپنی است گفته است که یک بار در آلاسکا مورد حملهٔ یک خرس قطبی نر قرار گرفته، طبق گفتهٔ او، خرس به دنبال او دویده اما هوشینو توانسته خود را به خودرویش برساند و پیش از آنکه بتواند با خودرو از محل فرار کند خرس قطبی یکی از درهای ماشین را پاره می‌کند.
در حالت کلی خرس‌های قطبی بیشتر دوست دارند که تنها زندگی کنند اما اغلب دیده شده که با هم ساعت‌ها بازی کنند و حتی در حالتی که یکدیگر را در آغوش گرفته‌اند بخوابند. نیکیتا اوفسیانیکف (Nikita Ovsianikov) که یک جانورشناس است گفته است که خرس‌های قطبی بالغ نر توان دوست یابی بالایی دارند. بچه خرس‌ها هم به شدت بازیگوش‌اند. خرس‌های نر جوان معمولاً با هم کُشتی می‌گیرند تا خود را برای درگیری‌های جدی تر هنگام فصل جفتگیری آماده کنند. خرس‌های قطبی معمولاً ساکتند و گهگاه با صداهای خاصی با هم تماس می‌گیرند. خرس‌های ماده با بچه‌هایش به صورت صدای ناله و پوف کردن تماس می‌گیرد، بچه‌ها (خرس‌هایی که بالغ نیستند) هم با صدایی شبیه بع بع پریشانی خود را ابراز می‌کنند. بچه خرس‌ها موقع شیر خوردن ممکن است صدایی مانند زمزمه از خود درآورند. خرس‌های قطبی هرگاه نگران شوند صدایی مانند پوف و خرخر درمی‌آورند، صداهایی مانند غرش و هیس هیس از نشانه‌های خشم آن‌ها است. به جای گذاشتن آثار شیمیایی هم از دیگر روش‌های ارتباطی آن‌ها است. آن‌ها بوی خود را در محلی که بوده‌اند به یادگار می‌گذارند تا ردپایشان حفظ شود تا دیگری بتواند در محیط خشن قطب آن‌ها را پیدا کند.
در ۱۹۹۲ یک عکاس نزدیک چرچویل توانست مجموعه‌ای از عکس‌ها را از یک خرس قطبی که با یک سگ اسکیموی کانادایی بازی می‌کند ثبت کند. اندام این سگ یک دهم خرس بود آن‌ها به مدت ده روز، هر روز بعد از ظهر با هم کشتی می‌گرفتند بدون اینکه آسیبی به هم بزنند. شاید دلیل این کار ابراز دوستی خرس با سگ بوده برای شریک شدن در غذای سگ. این نوع رفتار اجتماعی از خرس‌های قطبی که معمولاً خیلی خشن نسبت به سگ‌های اسکیمو برخورد می‌کنند بعید است.

### شکار و خوراک

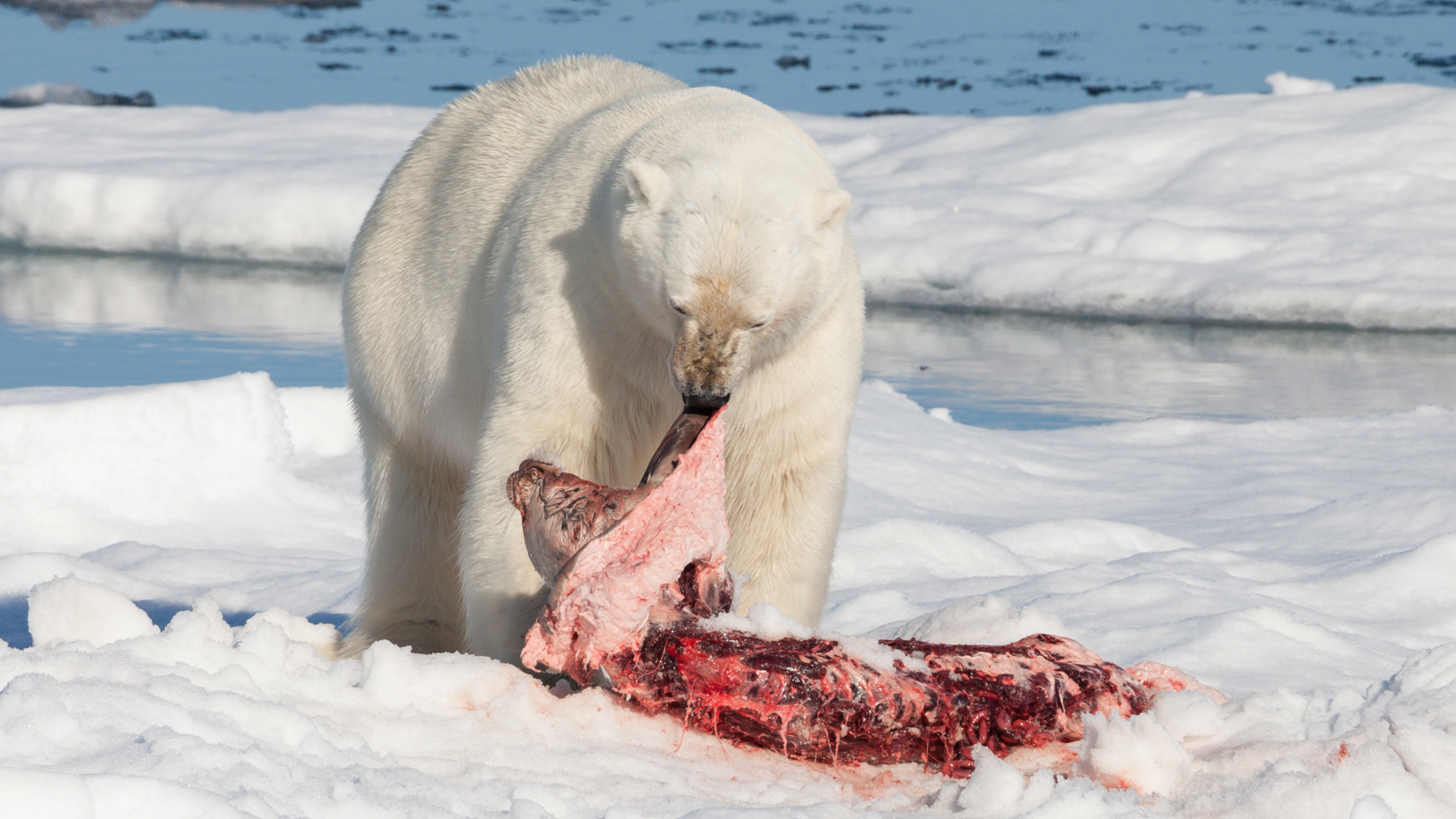
یک خرس قطبی در حال دریدن لاشهٔ یک فک ریشدار

## زیست‌شناسی و رفتار

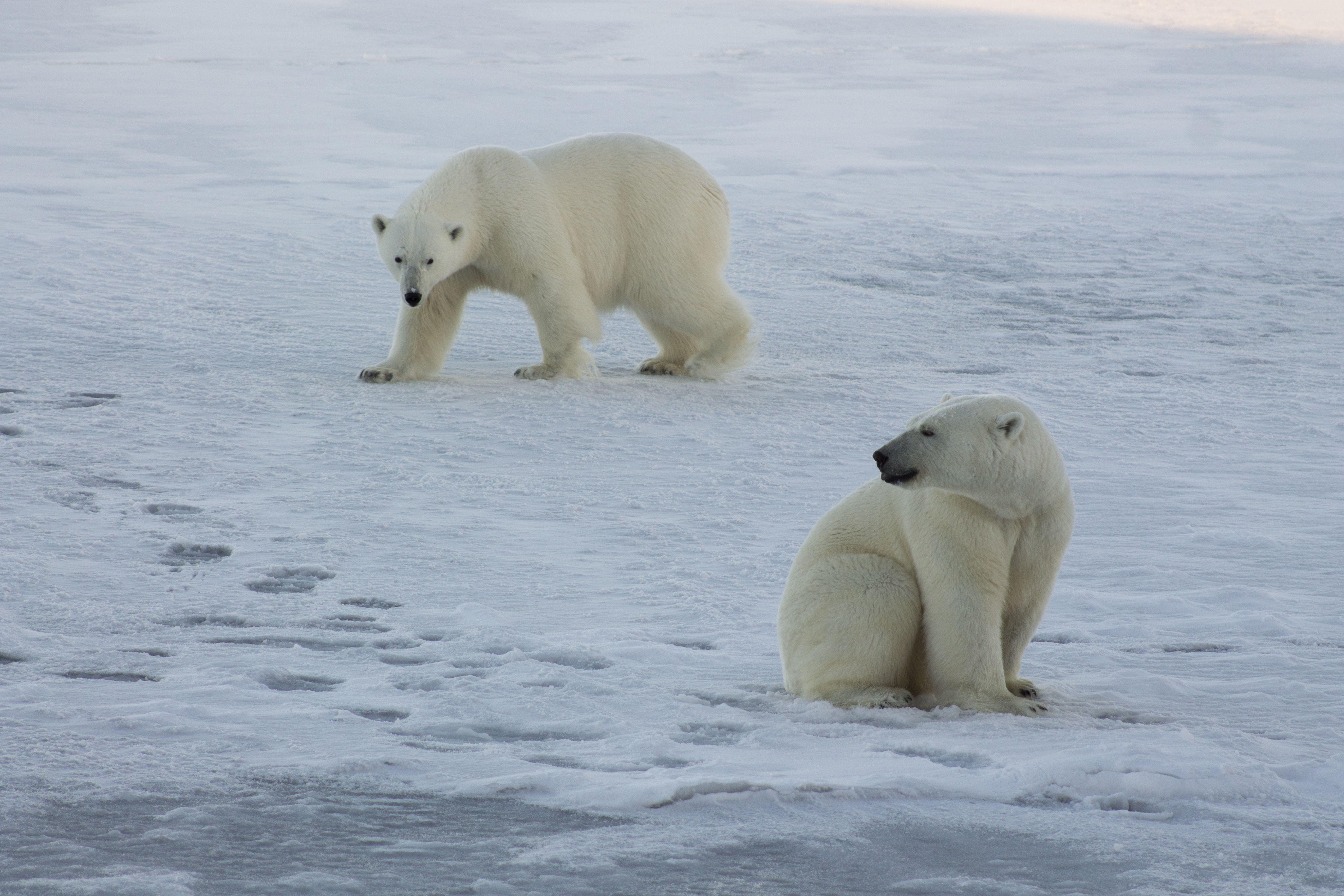
نمایی از دو خرس قطبی در زیستگاه طبیعی خود

خرس قطبی فقط در قطب شمال زندگی می‌کند و بیشتر عمرش را روی یخهای شناور می‌گذراند. این حیوان بزرگ‌ترین جانور گوشتخوار خشکی و بزرگ‌ترین عضو خانواده خرسهاست و با سرمای اقیانوس منجمد شمالی به خوبی سازگار شده است. خرس‌های قطبی ۴ تا ۸ سال پس از تولد بالغ می‌شوند و توانایی تولید مثل را کسب می‌کنند. خرس‌های قطبی ماده هر بار می‌توانند یک تا سه عدد توله بدنیا آورند. این توله‌های تازه بدنیا آمده ۲۵ تا ۳۰ سال عمر می‌کنند.
خرس‌های قطبی عموماً فُک‌های دریایی را شکار می‌کنند، اما اگر امکان دسترسی به این نوع خوراک را نداشته باشند، از دیگر منابع غذایی، حتی از هم‌نوع خودشان تغذیه می‌کنند. خرس‌های قطبی گاهی از پستانداران دیگر، تخم پرندگان، لاشه‌های افتاده بر ساحل و سبزی‌ها نیز تغذیه می‌کند. بویایی خرس قطبی بسیار قوی است به‌طوری‌که می‌تواند بوی لاشه نهنگ یا خوک مرده را از ۳۰ کیلومتری احساس کند.
رنگ خرس قطبی، سفید شیری است و بینی و دهان و چشمانش سیاه هستند. در یک روز آفتابی با یک دوربین معمولی از فاصله ۱۰ کیلومتری می‌توان بینی او را دید و اگر او را در جایی غیر از قطب نگهداری کنند، رنگ موهایش کم‌کم خاکستری می‌شود.
خرس قطبی نرِ بالغ حدود ۲۶۰ سانتیمتر قد و ۴۵۰ کیلوگرم وزن، و ماده آن حدود دو متر قد و ۲۵۰ کیلوگرم وزن دارد. جالب این است که تولهٔ او هنگام تولد چندان بزرگتر از یک موش صحرایی نیست و فقط حدود نیم کیلوگرم وزن دارد. توله‌های خرس قطبی دندان ندارند و پوستشان بدون مو است و به مراقبت مداوم مادرشان نیازمندند. آن‌ها پس از سه ماه که برای نخستین بار از لانه‌شان بیرون می‌آیند حدود ۱۳ کیلوگرم وزن پیدا کرده‌اند. شیر خرس قطبی ۹ برابر از شیر گاو چربتر است و سبب رشد سریع توله‌ها می‌شود.
خرس قطبی شناگر ماهری است و می‌تواند با سرعت ۱۰ کیلومتر در ساعت شنا کند. موهای میان تهی خرس قطبی او را در شنا کردن و همین‌طور در برابر سرمای قطب کمک می‌کند. خرس قطبی در شکار خوک آبی مهارت خاصی دارد. او می‌گردد و سوراخی را که خوک برای رفتن به داخل آب روی یخ ایجاد کرده پیدا می‌کند و بعد با حوصله منتظر می‌ماند تا خوک برای نفس کشیدن به سوراخ برگردد. در این موقع به راحتی او را شکار می‌کند. لازم است ذکر شود که بومیان قطب شمال از پوست و گوشت خرس قطبی استفاده می‌کنند

## نگارخانه

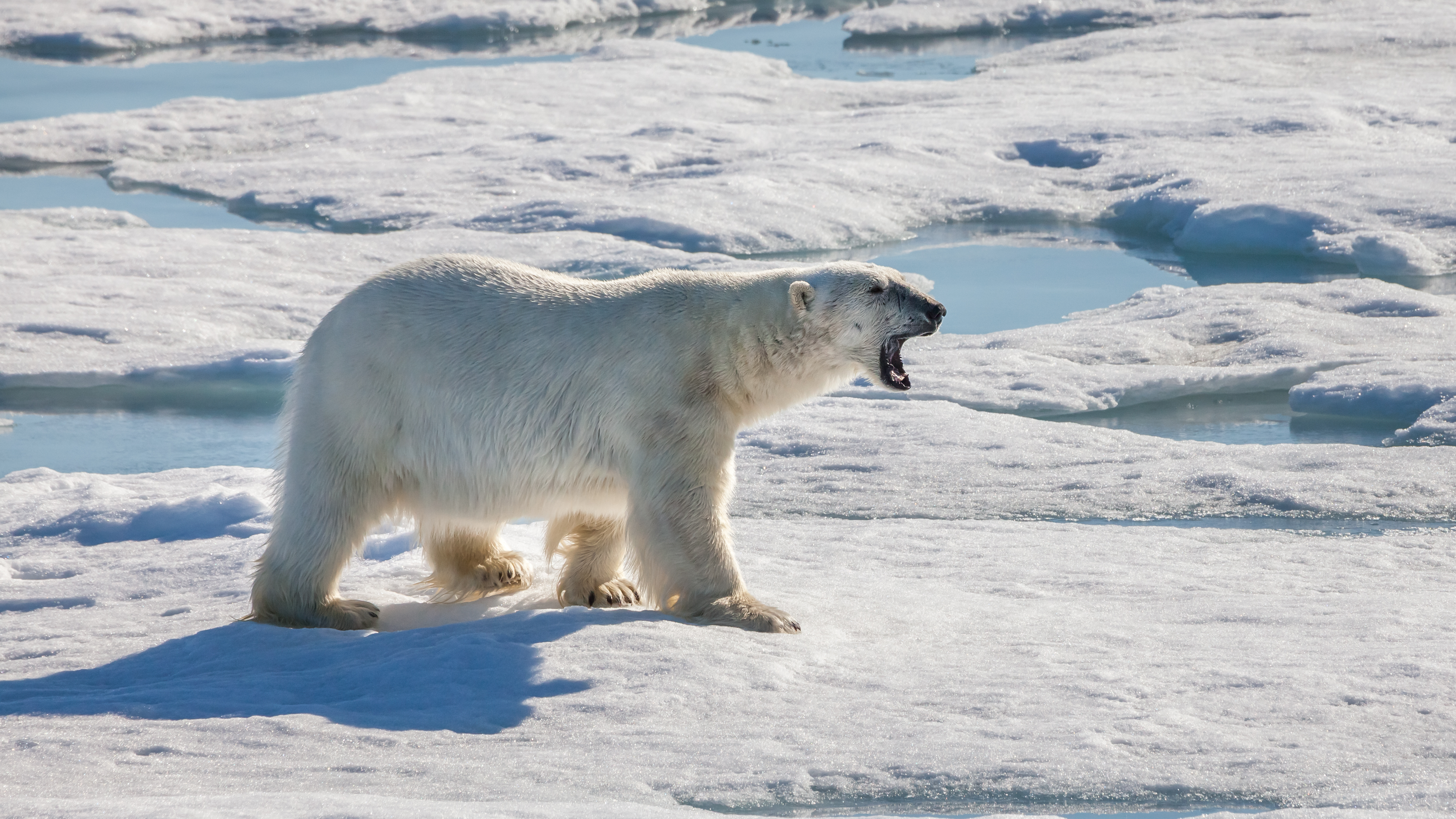
یک خرس قطبی پس از یک تلاش ناموفق برای شکار خوک دریایی
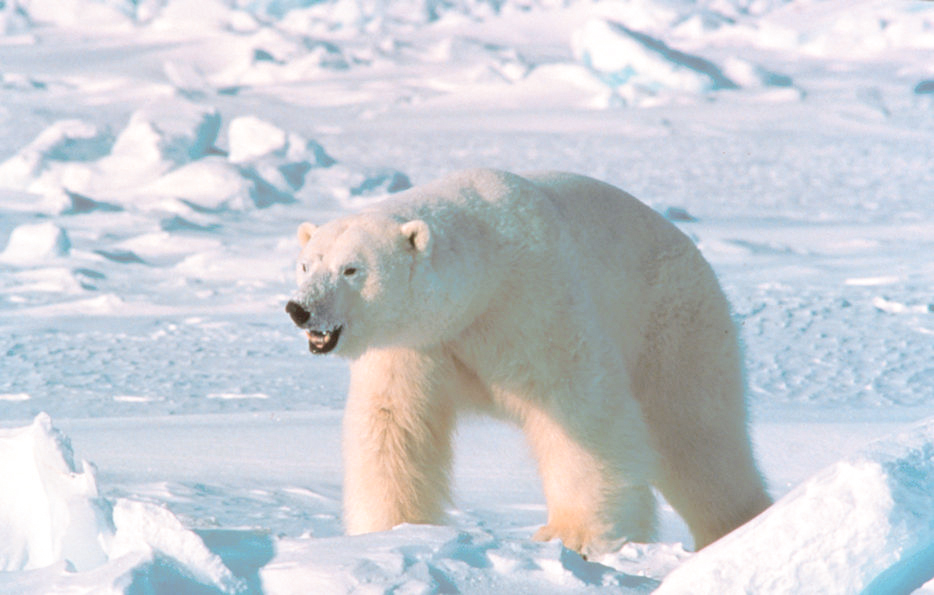
یک خرس قطبی
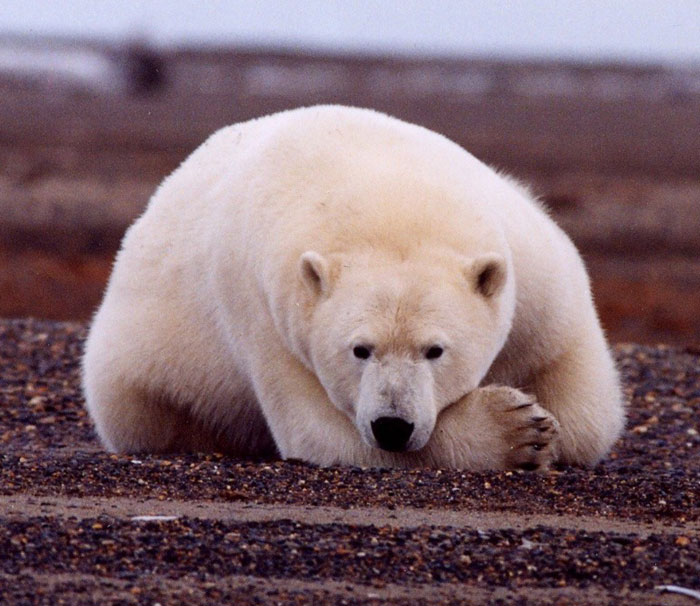
در فصل غیر یخبندان
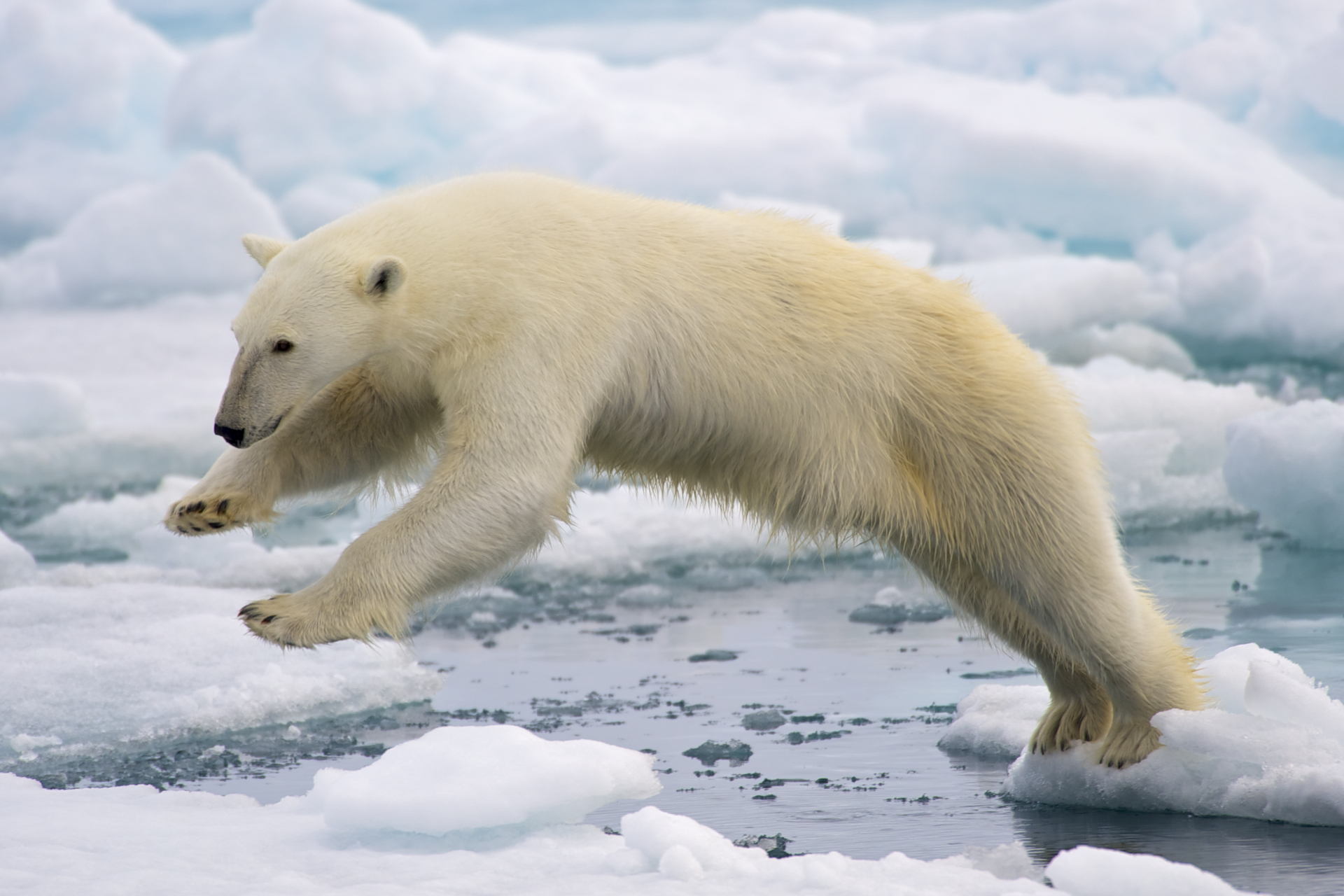
درحال پریدن از روی یخ
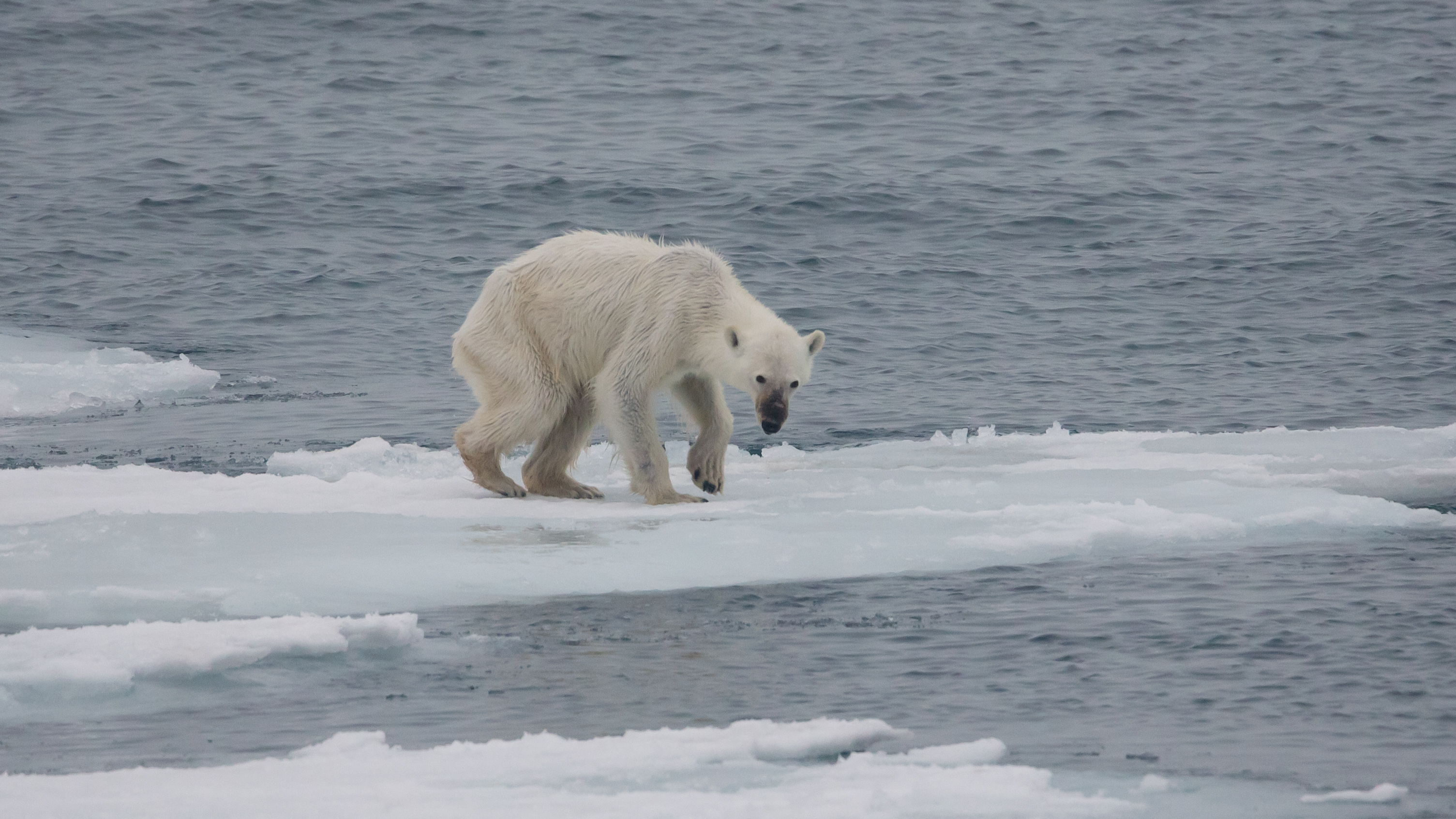
یک خرس قطبی که بر اثر گرسنگی مهلک، نای حرکت ندارد
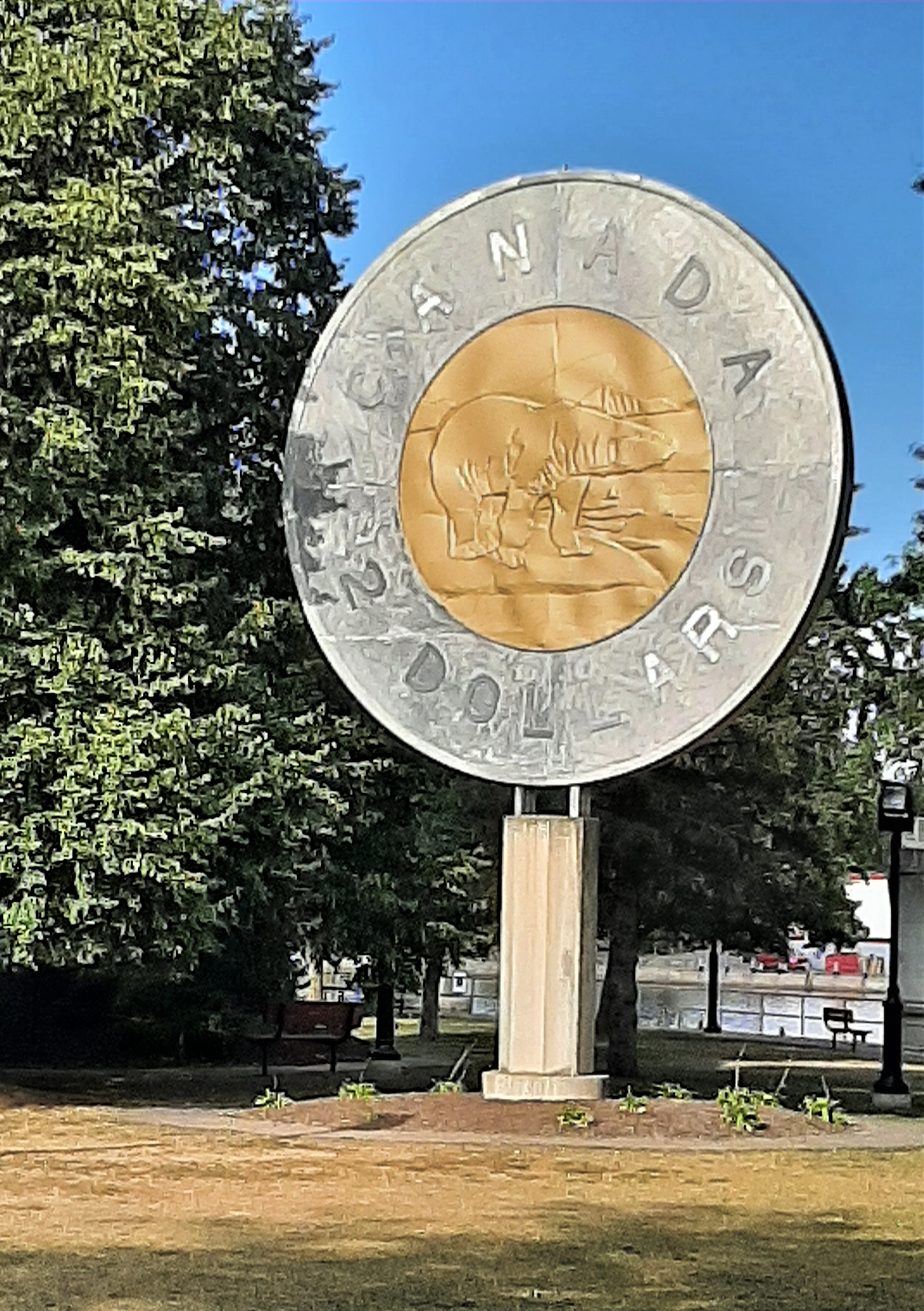
مجسمه ای از سکه دو دلاری کانادا که پشت ان شامل نگاره ای از خرس قطبی می‌باشد